# Erquinoald
Erquinoald - Erchinoaldus - (? - 658) fou majordom de palau de Nèustria del 641 al 658. Fredegari que l'esmenta diu que era parent (consanguineus) de la mare de Dagobert I. Va succeir com a majordom a Ega (Aega). Erquinoal va oferir al rei Clodoveu II a una esclava anglosaxona de nom Bathilda, comprada a York, i el rei la va acceptar, reforçant la posició del majordom. Aquest pel seu costat es va casar amb Leutsinda de la que va tenir dos fills Leudesi - Leudesius - (majordom de palau vers 674-675); i una filla, que es va casar amb un rei de Kent (amb el que va tenir un fill de nom Erquinoald).
A la seva mort els grans del regne van elegir com a successor a Ebroí vers 659.